# Jimmy Windridge
James Edwin Windridge, más conocido como Jimmy Windridge (Birmingham, Midlands Occidentales, Inglaterra; 21 de octubre de 1882-Birmingham, Inglaterra; 23 de septiembre de 1939), fue un futbolista inglés que se desempeñó como delantero en clubes como el Birmingham City y el Chelsea FC.

## Selección nacional
Fue internacional con la Selección de fútbol de Inglaterra en 8 ocasiones y marcó 7 goles. Debutó el 15 de febrero de 1908, en un encuentro del British Home Championship ante la selección de Irlanda del Norte que finalizó con marcador de 3-1 a favor de los ingleses.

## Clubes
| Club            | País       | Año         |
| --------------- | ---------- | ----------- |
| Small Heath     | Inglaterra | 1901 - 1905 |
| Chelsea FC      | Inglaterra | 1905 - 1911 |
| Middlesbrough   | Inglaterra | 1911 - 1914 |
| Birmingham City | Inglaterra | 1914 - 1916 |